# Брюхово (сельское поселение деревня Глухово)
Брюхово — деревня в Медынском районе Калужской области, входит в  сельское поселение «Деревня Глухово».
Расположено у берегов рек Брюховка (раньше Немерзка) и Нига (Острека).

## Население
| 2002 | 2010 |
| ---- | ---- |
| 12   | ↘2   |

## История
В 1782 году деревня Брюхова с пустошами принадлежит Авдотье Александровне Зиновьевой и князю Василию Ивановичу Долгорукову. В деревне 16 дворов и 141 людская душа по последней ревизии.
К 1859 году значилась как деревня 1-го стана Медынского уезда и насчитывала 28 дворов и 250 жителей. После реформ 1861 года вошла в Глуховскую волость. К 1914 году население возросло до 279 человек.